# Nigerpass
Der Nigerpass (auch Nigersattel, italienisch Passo Nigra) ist ein 1690 m hoher Gebirgspass in den Dolomiten (Südtirol, Italien). Der westlich unterhalb des Hauptkamms der Rosengartengruppe gelegene Übergang grenzt an den Naturpark Schlern-Rosengarten. Er führt als nur wenig ausgeprägte Einsattelung über den Höhenzug zwischen dem Tierser Tal und dem Eggental und verbindet dort die Gemeinden Tiers und Welschnofen. Der Pass ist ganzjährig geöffnet. 
Nach Tiers führen von Blumau im Eisacktal (ca. 325 m) zwei Straßen. Die in den 1980er Jahren erbaute neue Straße zieht sich zunächst dem Nordhang des Tierser Tals entlang und über Völser Aicha nach Tiers, während die ältere, schmalere Straße etwas südlicher der neuen das Tierser Tal entlang verläuft und erst kurz vor Tiers den Nordhang des Tals erklimmt. Kurz vor dem Ort Tiers (1028 m) stoßen beide Straßen zusammen und führen durch den Wald nach Osten und Südosten zum Pass hinauf. Nach der Passüberfahrt führt die Straße nicht direkt ins Eggental hinab, sondern steigt weiter an in Südostrichtung auf einem flachen Rücken über die Frommeralm (Talstation des Sessellifts zur 2339 Meter hoch gelegenen Kölner Hütte im Rosengarten) weiter zum nur wenig höheren Karerpass (1745 m). 
Die Route über die wenig befahrene alte Tierser Straße ist für sportliche Radfahrer eine gesuchte Herausforderung, hier beträgt die maximale Steigung 24 Prozent. 
Die auf 1668 m s.l.m. gelegene Nigerhütte ist ein beliebter Anlaufpunkt für Wanderer und Radfahrer, die in der Gegend zu jeder Jahreszeit anzutreffen sind.